# 贝壳湾
贝壳湾（Bahía de La Concha）位于西班牙圣塞瓦斯蒂安市，是坎塔布里亚海海岸线上的一处海湾。正如它的名字所描述的那样，整个海湾呈贝壳型。整个海湾包括两个海滩（翁达勒塔海滩和贝壳海滩）以及一座小岛（圣克拉拉岛）。

## 地形
贝壳湾位于西侧的伊戈尔多山与东侧的乌尔古尔山之间。根据地理学家的研究，很久以前，圣塞西侧的两个海滩与东侧的苏里奥拉海滩是相连的，整个海湾是一个整体，从伊戈尔朵山一直延伸到乌利亚山，而中间的乌尔古尔山应该还只一个岛。因此，早先整个海湾有着超过3000米长的海岸线，包括了三个海滩和两座岛屿。但后来，随着泥沙渐渐在乌鲁梅阿河河口沉积下来，乌尔古尔岛和大陆之间出现了一道地峡，使得乌尔古尔岛变成了一座山。这样才有了现在海湾，而其贝壳一般的形状则是得益于海岸上道路的修建。

## 海滩
海湾两个海滩的总长加起来接近2000米，其中，贝壳海滩约有1400米长，翁达勒塔海滩则是占据了剩下了600米长度。贝壳海滩与圣克拉拉岛之间的距离超过1000米。
海湾特殊的形状使得湾里总是风平浪静的，但是在这里潮涨潮汐很是平常，沙滩也因此变得时宽时窄，有时甚至会被大海完全吞没。
贝壳湾的海滨大道分为好几个路段。从乌尔古尔山的西侧起，沿着海岸绕过整一座山，然后穿过城市的小渔港，一直来到城市的市政大厅，这一段被称为新街（Paseo Nuevo）。从市政大厅开始的就是全西班牙最有名的贝壳大道(Paseo de Concha)了。
整条贝壳大道上都能看到著名的贝壳栏杆，这种由胡安·拉斐尔·阿尔代设计的栏杆于上世纪的前十年就已安装完成。沿途还散布着许多独具特色的建筑和装饰：位于通往海滩的斜坡路口的街灯，两座大钟，珍珠温泉中心的大楼，以及皇家浴池等等。
再向西一些，贝壳大道在米拉马尔宫附近分叉出一条与其平行、但地势略高的小径，叫做是米拉孔查，它一直通往皇家米拉马尔宫。自米拉马尔宫往西就是最后的一段海滨大道了，它被称作翁达勒塔大道。沿着这一段路可以看到几个海滨公园。
而在整条海滨大道的尽头，矗立着的则是另一件城市的地标性建筑：风之梳。这件由三个大铁钳组成的雕塑，是圣塞雕塑家爱德华多·奇利达的作品。